# 尼崎市立小園中学校
尼崎市立小園中学校（あまがさきしりつ おぞのちゅうがっこう）は、兵庫県尼崎市にある公立中学校。

## 部活動
全部活動が2029年度までに地域クラブに移行予定である。

### 運動部
- サッカー部
- 野球部
- ソフトテニス部
- ソフトボール部
- バスケットボール部
- バレーボール部
- 柔道部
- 男子卓球部
- 陸上競技部

### 文化部
- 吹奏楽部
- 美術部
- 放送部
- 写真部
- 視聴覚部

## 著名な出身者
- 曽我部慶太（サッカー選手（ヴィッセル神戸→ベガルタ仙台→ツエーゲン金沢→S.C.相模原））

## 通学区域が隣接している学校
- 尼崎市立大成中学校
- 尼崎市立小田北中学校
- 尼崎市立園田東中学校
- 尼崎市立園田中学校
- 尼崎市立塚口中学校